# Ligue de la patrie française
Pour les articles homonymes, voir Ligue.
Ne doit pas être confondu avec Ligue des patriotes.
 (septembre 2020).
Si vous disposez d'ouvrages ou d'articles de référence ou si vous connaissez des sites web de qualité traitant du thème abordé ici, merci de compléter l'article en donnant les références utiles à sa vérifiabilité et en les liant à la section « Notes et références ».
La Ligue de la patrie française est une association militante française d'orientation nationaliste, devenue un parti politique, fondée à Paris le 31 décembre 1898 au moment où éclate l'affaire Dreyfus, et qui rassemblent diverses personnalités : académiciens, écrivains, peintres, musiciens, etc., parmi lesquels se distinguent Maurice Barrès et Jules Lemaître, comme principaux organisateurs. Le mouvement s'affiche rapidement, en opposition à la Ligue des droits de l'homme, à la fois antidreyfusard et réactionnaire.

## Histoire du mouvement

### Le contexte

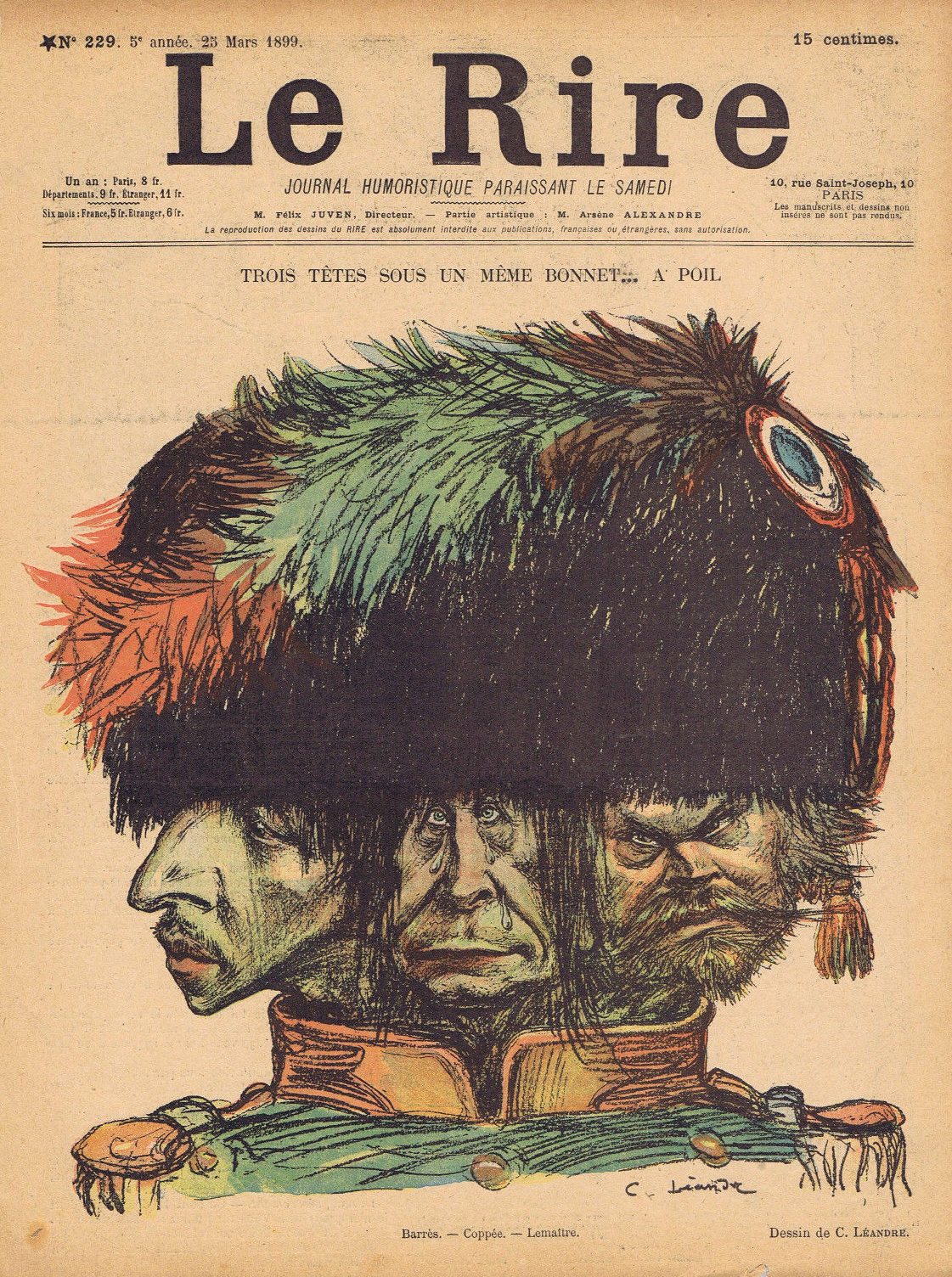
Caricature de Maurice Barrès, François Coppée et Jules Lemaître sous un même bonnet à poils — celui des soldats de la Grande Armée ; la Ligue de la patrie française vue par Charles Léandre dans Le Rire, du 25 mars 1899.

En 1894, le capitaine Dreyfus est condamné pour trahison, mais ce n'est que le 13 janvier 1898, que paraît le pamphlet J'accuse…! en une du journal L'Aurore et signé Émile Zola : à partir de ce moment, éclate ce qui s'est appelée à l'époque l'« affaire Dreyfus ». La France se retrouve aussitôt scindée en deux camps : d'un côté, les dreyfusards, partisans d'une révision du procès, et, de l'autre, celui des anti-dreyfusards, pour qui la raison d'État et l’armée, ne sauraient être remis en question. En juin 1898, l'un des avocats de Dreyfus, Ludovic Trarieux, fonde la Ligue des droits de l'homme (LDH), en s'appuyant sur la Déclaration des droits de l'homme et du citoyen de 1789, et parvient à mobiliser des personnalités publiques autour de la question de l'innocence du capitaine ; une partie de son réseau parvient à mobiliser l'opinion publique et certains membres participent aux universités populaires. Ce dernier point est capital : le corps enseignant français se divise à son tour, gagnant des institutions comme l'Académie française, l'Institut de France, etc..
Par ailleurs, il est fondamental de rappeler ici le contexte économico-politique de cette fin de siècle : le pays est en proie à de multiples scandales financiers que constituent par exemple l'effondrement des obligations émises par la Société gérant le percement du canal de Panama, précédé par l'affaire des décorations de 1887. La crise du boulangisme émerge entre ces deux scandales.
Le pays, à l'instar de tous les pays occidentaux, est également traversé par des soubresauts violents : montée des actions directes perpétrées par les anarchistes, revendications du corps ouvrier à travers l'Internationale, expression directe d'une forme d'antisémitisme décomplexé — avec entre autres la fondation de la Ligue nationale anti-sémitique de France en 1889, mais aussi d'un front anti-francmaçonnerie, et enfin, poussée d'un anticléricalisme.
Enfin, si la France possède un empire colonial qu'elle entreprend de développer grâce à son armée et dont elle se montre fière, elle est agitée par un sentiment de revanchisme : la perte de ses territoires de l'Est après sa défaite face aux armées de la coalition allemande en 1870, ne passe pas. Le mouvement pionnier qui va exploiter ce ressentiment, non sans une forme de populisme, la Ligue des patriotes, est fondée en 1882 par Paul Déroulède ; dissoute en 1889, elle renaît en 1897 : antisémite, antigermanique et antiparlementaire, elle se distingue en partie de la Ligue de la patrie française.

### Fondation
Le 25 octobre 1898, au moment de la chute du second gouvernement Henri Brisson, lors d'une réunion tenue chez le géographe Marcel Dubois, plusieurs universitaires décident de produire une protestation générale réunissant tous leurs collègues, en vue de s'opposer à la campagne menée en faveur du capitaine Dreyfus, par certains de leurs confrères professeurs d'universités, lesquels sont désignés par l'expression « un petit nombre d'intellectuels ». Cette pétition, portée dans les lycées parisiens, recueille dans un premier temps quelques signatures. Le 20 décembre suivant, toujours chez Dubois, il est décidé d'arrêter les termes d'une déclaration officielle, un texte que rédige alors Ferdinand Brunetière, et de fonder une « ligue », « qui serait placée en-dehors et au-dessus de l'affaire Dreyfus, et durerait plus qu'elle ». Le lendemain, la première déclaration de La Patrie française (voir ci-dessous), signée de 47 noms, est envoyée à tous les pétitionnaires, puis à la presse.
Le 31 décembre 1898, une partie de la presse annonce la création d'une nouvelle « ligue », communiquant une liste de noms de personnalités sous la profession de foi suivante :

« Les soussignés, émus de voir se prolonger et s'aggraver la plus funeste des agitations ; persuadés qu'elle ne saurait durer davantage sans compromettre mortellement les intérêts vitaux de la patrie française, et notamment ceux dont le glorieux dépôt est aux mains de l'armée nationale ; persuadés aussi qu'en le disant ils expriment l'opinion de la France ; ont résolu : de travailler, dans les limites de leur devoir professionnel, et maintenir, en les conciliant avec le progrès des idées et des mœurs, les traditions de la patrie française ; de s'unir et de se grouper, en dehors de tout esprit de secte, pour agir utilement dans ce sens par la parole, par les écrits et par l'exemple ; et de fortifier l'esprit de solidarité qui doit relier entre elles, à travers le temps, toutes les générations d'un grand peuple. »

Parmi les noms cités, on trouve ceux de Jules Lemaître et Maurice Barrès, mais la liste des membres du « Comité d'initiative » de cette nouvelle ligue n'est révélée que trois jours plus tard, elle comprend : François Coppée, Lemaître, Marcel Dubois, Louis Dausset, Gabriel Syveton, et Henri Vaugeois. L'une des premières réactions mitigée à cette profession de foi, est celle d'Ernest Lavisse ; l'académicien, tout en saluant la naissance de toutes ces ligues – la « Ligue des contribuables » est née le même jour –, adresse au directeur du journal Le Temps le 4 janvier 1899, une véritable analyse sémantique de ce texte, et de conclure :

« Dans ce programme, si bref, le passé tient à peu près toute la place. Par nature d'esprit, je suis porté vers le pauvre avenir. Par profession, je sais la puissance du passé, et qu'il se défend bien de lui-même, et qu'un syndicat d'assistance ne lui est pas nécessaire. »

Le 27 janvier 1899, les statuts officiels sont publiés : ils précisent bien que cette ligue est une « association », dont « l'objet est de maintenir et de fortifier l'amour de la Patrie et de l'Armée Nationale. D'éclairer l'opinion sur les grands intérêt du pays. De surveiller et de combattre les ingérences et les propagandes de l'Étranger » [sic]. Ces mêmes statuts prévoient l'organisation de conférences et des publications. Dès le 19 janvier, une première conférence est prononcée par Jules Lemaître, intitulée La Patrie française, et le texte publié dans la foulée par les Bureaux de « La Patrie française », à l'adresse parisienne du 97 rue de Rennes. Elle est suivie par une deuxième, intitulée L'Avenir de la Patrie française, prononcée par Dubois et précédée d'un discours de Coppée, puis d'une troisième prévue le 10 mars, La terre et les morts : sur quelles réalités fonder la conscience française signée Maurice Barrès et jamais prononcée. Outre ces publications, dont l'édition est coordonnée par Georges Grosjean, l'organisation produit un Almanach à partir de fin 1899, puis à compter de juillet 1900, les Annales de la Patrie française — fondées en tant que société anonyme. Les dernières publications sont publiées au titre du Bulletin officiel de la Ligue de la Patrie française, dont le dernier numéro sortira courant 1909 — ce qui donne sans doute la date de la disparition de ce mouvement. Ces conférences, d'abord parisiennes, s'étendent l'année suivante à toute la province, : à chaque fois, c'est l'occasion de renforcer des liens avec des sous-comité régionaux et de mettre en place un maillage, un véritable réseau, qui va permettre la mutation de ce mouvement en parti politique. Bientôt est constituée une fédération de ces comités régionaux.
Annoncée d'abord comme une organisation non sectariste censée rassembler les bonnes volontés pour apaiser les tensions politiques, elle s'avère vite politique, vouant agir en réaction à la création de la Ligue des droits de l'homme et fédérer et organiser les forces antidreyfusardes hétérogènes sinon hétéroclites. Plusieurs personnalités, se sentant trompées, comme Heredia ou Mistral, la quittent très tôt.
La Patrie française a pour objectif les élections municipales de mai 1900. Sur Paris, au matin du 14 mai, le triomphe est évident : le conseil de Paris affiche 29 élus nationalistes, contre 21 socialistes, lesquels font alliance avec 14 élus des droits de Paris, formant les radicaux-socialistes. Mais elle ne résiste pas à la victoire électorale du Bloc des gauches aux élections législatives de 1902, non plus que la Ligue des patriotes de Paul Déroulède (6 % des voix), qui fait, l'année suivante, alliance avec la Ligue, entre autres avec Barrès comme candidat dans le 4e arrondissement de Paris, qui demeure un républicain, mais « césariste », proche d'une conception bonapartiste du gouvernement.

## La Ligue dans l'évolution du nationalisme en France
Cette ligue incarne bien, en cette fin de siècle, le passage du « nationalisme ouvert » au « nationalisme fermé » (selon une typologie de Michel Winock) qui s'opère en France et en Europe à la fin du XIXe siècle.
Au début du XIXe siècle, le nationalisme participe de l'idée libérale d'autodétermination des peuples et des émancipations nationales dans toutes les révolutions démocratiques, anti-coloniales et anti-impérialistes de l'Europe et des Amériques (succession d'indépendances nationales). Encore en 1870-1871, en France, c'est la gauche républicaine et sociale qui défend le patriotisme français et refuse de baisser les armes devant l'envahisseur allemand. Gambetta le républicain, comme la Commune sont animés par cet engouement patriotique.
Puis, avec Boulanger d'abord, et Barrès ensuite, le nationalisme est de plus en plus récupéré par la droite comme force politique. Jusqu'ici les droites traditionnelles invoquaient la souveraineté du monarque, du pape, et non celle du peuple, laissée aux nationalistes libéraux et républicains. Avec l'affaire Dreyfus, les républicains se divisent et, malgré le patriotisme de Jean Jaurès et Georges Clemenceau, la revendication nationaliste devient un étendard de la droite en France et en Europe de l'Ouest avant d'être renouvelée en dehors de cette Europe par la vague anticolonialiste et décentralisatrice de l'après-guerre et des années 1960-70.
La Ligue de la patrie française, quoique éphémère, a incarné cette mutation, plaçant à sa tête des républicains en quête d'autoritarisme tels que Barrès.

## Doctrine
La ligue se distingue des autres formations antidreyfusardes : de la Ligue des patriotes, qui avait soutenu Boulanger et se montre de plus en plus hostile à la République parlementaire, comme de la Ligue antisémitique de France, précisément parce qu'elle évite de s'associer à cet antisémitisme. Elle regroupe donc des conservateurs nationalistes qui veulent soutenir l'armée contre les dreyfusards sans remettre en cause la République. Mais sa cohésion sur cette base est faible, tant sur le plan de la doctrine que sur celui de la stratégie. Aussi ne parvient-elle pas à mobiliser au-delà des élites et des intellectuels qui la composent à 70 %. Après le départ de Barrès en 1901, puis de Coppée en 1902, la Ligue ne résiste pas à l'échec électoral de cette même année. Se rapprochant de la droite conservatrice, elle tente de se fondre dans l'Action libérale en 1904, sans y parvenir car celle-ci, formée d'anciens monarchistes ralliés à la République, lui reproche de ne pas défendre clairement l'Église catholique. Faute d'une échine idéologique suffisamment solide, elle finit par se disperser dans les différents courants conservateurs.

## Adhérents notables
En gras : les membres du comité élu le 19 janvier 1899.
- Juliette Adam
- Paul Allard
- Henri Allouard
- Émile Hilaire Amagat
- Victor-Eugène Ardouin-Dumazet
- Albert Aublet
- Gaston d'Audiffret-Pasquier
- Auguste Audollent
- Ernest Babelon
- Germain Bapst
- Charles Barbier de Meynard
- Arvède Barine
- Maurice Barrès
(délégué)
- Anatole de Barthélemy
- Albert Bartholomé
- Charles-Albert Costa de Beauregard
- André Bellessort
- Jean Béraud
- Jacques-Émile Blanche
- Jules Adrien Blanchet
- Gaston Boissier
- Robert de Bonnières
- Henri de Bornier
- Théodore Botrel
- Paul Bourget
- Joseph Boussinesq
- Henri Boutet
- Pierre de Bréville
- Adolphe Brisson
- Jules Brisson
- Albert de Broglie
- Charles Jules Edmée Brongniart
- Ferdinand Brunetière
(délégué)
- Robert de Caix de Saint-Aymour
- Octave Callandreau
- Caran d'Ache
- Carolus-Duran
- Albert Carré
- Jules Case
- Godefroy Cavaignac
- Charles Champigneulle
- Honoré Champion
- Anatole Chauffard
- Victor Cherbuliez
- Arthur Chuquet
- Léo Claretie
- Édouard Clunet
- Édouard Collignon
- François Coppée
(président d'honneur)
- Gustave Courtois
- Léon Crouslé
- Pascal Dagnan-Bouveret
- Léon Daudet
- Louis Dausset
(secrétaire général)
- Camille Debans
- Edgar Degas
- Louis Delsol
- Joseph Denais
- Léon Deschamps
- Édouard Detaille
- Léon Dierx
- Jules-Albert de Dion
- Jules Domergue (d)[15]
- Auguste Dorchain
- René Doumic
- Marcel Dubois
(délégué)
- Guillaume Dubufe
- Pierre Duhem
- Fernand Engerand
- Emmanuel des Essarts
- François Fabié
- Gustave Fagniez
- Émile Faguet
- George Fonsegrive
- Jean-Louis Forain
- Paul Foucart
- Henri Froidevaux
- Henry Gauthier-Villars
- Augustin Gazier
- Émile Gebhart
- Jean-Léon Gérôme
- Alfred Giard
(délégué)
- Georges Goyau
- Alfred Grandidier
- Georges Grosjean (directeur éditorial)
- Gustave Guiches
- Adolphe Guillot
- Gyp (Sibylle Gabrielle Riquetti de Mirabeau, dite)
- Maurice Hauriou
- Paul-Gabriel d’Haussonville
- Alexandre Hepp
- José-Maria de Heredia
- Charles Hermite
- Antoine Héron de Villefosse
- Henry Houssaye
- Henri Huchard
- Émile Charles Huet
- Ferdinand Humbert
- Vincent d'Indy
- Jean-Antoine Injalbert
- Paul Janet
- Félix Jeantet
- Ernest de Jonquières
- Camille Jordan
- Édouard Francis Kirmisson
- Pierre Laffitte
- François Lafon
- Albert-Auguste Cochon de Lapparent
- Robert de Lasteyrie
- Gaston de Latenay
- Henri Lavedan
- Henry Le Chatelier
- Jean-Jules-Antoine Lecomte du Nouÿ
- Jean-Maurice Le Corbeiller
- Louis Léger
- Ernest Legouvé
- Jules Lemaître
(président)
- Émile Lemoine
- Claude Léouzon-le-Duc
- Auguste Longnon
- Henri Lorin
- Pierre Louÿs
- Fery de Ludre
- François de Mahy
(délégué)
- René Maizeroy
- Anatole Marquet Vasselot
- Thierry de Martel
- Frédéric Masson
- Charles Maurras
- Stanislas Meunier
- Alfred Mézières
- Frédéric Mistral
- Parfait-Louis Monteil
- Georges Montorgueil
- Albert de Mun
- Jacques Normand
- Maurice d'Ocagne
- Paul Perret
- Edmond Perrier
- Louis Petit de Julleville
- Émile Picard
- Frédéric Plessis
- Charles Ponsonailhe
- Laurent Prache
- Octave Pradels
- Maurice Pujo
- Jean-François Raffaëlli
- Alfred Nicolas Rambaud
- Onésime Reclus
- Auguste Renoir
- Eugène Rouart
- Ernest Rouart
- Henri Rouart
- Eugène Rouché
- Edmond Rousse
- René de Saint-Marceaux
- Francisque Sarcey
- Pierre de Ségur
- Armand Silvestre
- Albert Sorel
- Maurice Spronck
- Gabriel Syveton
(trésorier)
- Maurice Talmeyr
- André Theuriet
- Edmond Thiaudière
- Georges Thiébaud
- Paul Thureau-Dangin
- Suzanne Valadon
- Albert Vandal
- Henri Vaugeois
(secrétaire adjoint)
- Jules Verne
- Charles-Jean-Melchior de Vogüé
- Eugène-Melchior de Vogüé
- Charles Wolf

### Sources primaires imprimées
- Henry de Bruchard, 1896-1901. Petits Mémoires du temps de la Ligue, Paris, Nouvelle librairie nationale, 1912.
- Jules Lemaître :
  - La Patrie française. Première conférence, 19 janvier 1899, Paris, Bureaux de « La Patrie française », 1899.
  - Ligue de la « patrie française ». Discours prononcé à Grenoble, Angers, Imprimerie de Germain et G. Grassin, Ligue de la patrie française, 1900.
- Jules Lemaître (et al.), Ligue de la patrie française. Conférence de M. Jules Lemaître, de Godefroy Cavaignac, du général Mercier, de Charles Bernard, Nancy, A. Crépin-Leblond, Ligue de la patrie française, 1902 [lire en ligne].
- Paul Meyer, Lettre à M. Jules Lemaître, président de la Ligue des amis de la patrie française, Paris, Imprimerie spéciale du « Siècle », 1899.
- Le Pic, La Ligue de la patrie française, Paris, La Petite République, 1902.
- André Suarès, Lettre trois sur la soi-disant Ligue de la patrie, Paris, Libraire de l’Art Indépendant, 1899.
- Franck Pilatte, Ligue de la patrie française, Comité de Nice, décembre 1902. Suivi de A. Funel de Clausonne, Avant-Après ; Frank Pilatte, Patriotisme et nationalisme ; Paul Padovani, La Tare de la bande, Nice, Imprimerie de Ventre frères, Ligue de la patrie française comité de Nice, 1902.
- Léon Fatoux, Les Coulisses du nationalisme (1900-1903) : trois années de politique, Paris, Imprimerie G. Chaponet, 1903, 63 p. [lire en ligne].
- Almanach de la Patrie française, 1900 (historique et photographies des membres du comité).
- Almanach de la Patrie française, 1901.